# Rệp bách
Rệp bách (Danh pháp khoa học: Cinara cupressi) là một loài rệp thân mềm màu nâu và sống ký sinh. Loài này lần đầu được mô tả bởi Buckton vào năm 1881. Đây là một loài xâm lấn dữ dội, chúng xâm nhập và sinh sôi phát triển tại châu Phi và châu Âu.
Loài rệp bách gây tác hại nghiêm trọng đối với các loài Bách và Bách Xù ở nhiều nước. Đây là một loài rất hung hãn, sử dụng nhiều các bộ phận khác nhau của cây làm thức ăn như cành xanh và thân gỗ. Tổn thất gây ra từ chỗ phá hoại từng phần đến làm chết toàn bộ cây. Nó sống bằng cách hút nhựa của cây lá kim khổng lồ, và có thể gây thiệt hại cho cây ảnh hưởng đến cái chết của cây.